# 鼻行類
鼻行類（びこうるい）は、動物学論文のパロディ作品である書籍の題名、およびその書籍で紹介される架空の動物の名である。
原著の正式な題名は「Bau und Leben der Rhinogradentia」（鼻行類の構造と生活）。著者はハラルト・シュテュンプケ（Harald Stümpke）としているが、これは架空の人物であり、実際にはドイツの動物学者、ゲロルフ・シュタイナー（Gerolf Steiner、1908年5月22日 - 2009年8月14日）である。作中では、この書籍は「シュテュンプケの遺稿である鼻行類についての調査報告書を、友人であるシュタイナーがまとめたもの」としており、シュテュンプケは鼻行類の現地調査に向かった後に行方不明になったとされている。

## 概要
『鼻行類』はハラルト・シュテュンプケ名義で書かれた、架空の生き物「鼻行類」を解説した書籍である。1961年発行。フィクションではあるが、生物学の学術書によくある、特定の分類群に関する総説の形式を巧みに表現してあり、個々の動物の記述は客観的かつ冷静である。
特に、一つの群島における哺乳類の一分類群の適応放散をシミュレートする、という試みにおいても興味深いものである。鼻で歩くというのがいかにも奇妙であるが、考えてみればゾウの鼻でもずいぶんと奇妙であるし、生物界にはびっくりするような適応の例はいくらでもある。しかしそれが鼻であることが一種のおかしみを醸し出している。さらにダンボハナアルキなどは、耳を羽ばたかせて飛ぶというディズニーアニメのダンボを生物学的に具現化してみせたものである。それ以外にも、寄生性の哺乳類など、実在しないものを無理やり創り出したものもある。なお、顔を花に擬態させて虫を捕るというハナモドキなどは、ほぼ同様の案が『アフターマン』でも使われており、言わば、アイディアの収斂が見られる。イカモドキは繊毛粘液摂食を陸上のしかも哺乳類にさせる思考実験ともとれる。
その学術論文のパロディとしての完成度はかなり高い。鼻行類についての記述のみならず、ハイアイアイ群島の現地人の文化や鼻行類研究の歴史なども、それらしく描かれている。また、巻末の参考文献一覧なども一見の価値がある。その系統樹を完全なものとしては描かず、多くの疑問や異説を含むかたちで提出するあたりにも、学術論文的なリアリティがある。また、地鼻類の項では単にこの架空の分類群のみならず、扁形動物門三岐腸類の系統にまで話を広げるあたりは、いかにも意欲的な研究者の書きそうな話でもある。線画による細密画も生物学論文的なもので、ときに違ったタッチのものが混じるのは、総論的な学術論文ではよくある、他の研究者の論文からの引用によって異なったタッチの図が入り交じるという事実を巧みに模したものである。
古い詩（これは実在する）の引用から始まり、核実験による島の消滅という終焉を末尾に置くというドラマチックな構成は、単なるパロディ論文というよりは、論文という体裁をとった一つのおとぎ話としても成立している。サイエンスフィクションならぬ、バイオロジーフィクション作品と呼べるであろう。
なお、本文中では始めに少し説明がある以外には言及がないが、この島はきわめて古い時代に孤立して以降、独自の進化の道をたどっており、そのために高等な昆虫が欠けている。したがって、図中に描かれている昆虫はいずれもゴキブリやカゲロウなど古い型のものかそれに由来するものであり、よく見るとそれらしく描かれている。

## 影響
『鼻行類』は後に著された『平行植物』および『アフターマン』と併せて「生物系三大奇書」と呼ばれることがある。このうち、『平行植物』が民俗学的書籍の、『アフターマン』が一般向け科学解説書（あるいは、子供向け科学図鑑）のパロディーの体裁をとるのに対して、『鼻行類』は徹底して科学分野の専門書のパロディーである。
そのため、関わりを持つ人物には生物学の専門家が多い。上記のように本当の作者も動物学者であるし、日本語訳は一級の動物行動学者である日高敏隆が行っている。フランス語版にはフランス動物学会の重鎮であったピエール＝ポール・グラーセが序文を書き、総合学説で説明できるのか・コビトハナアルキは鼻行類なのか、について否定的な疑問を呈すると、ジョージ・ゲイロード・シンプソンが『サイエンス』誌の書評にてグラーセの見解に対し、総合学説で説明可能でありコビトハナアルキは鼻行類であると反論した。
本書の評価本（『シュテンプケ氏の鼻行類 - 分析と試論』ゲーステ著・今泉訳）が出版されている。このほか、片倉・馬渡の『動物の多様性』（2007年、培風館）では標本に関する議論の中でこの書を取り上げ、それが虚構であることには一切触れずに、「標本が存在しないため、これを確認することが不可能であること」を惜しみ、フランスの博物館にて一時展示されていたハナススリハナアルキの剥製（当然作り物である）について「その時に解剖を依頼すればよかった」と悔やんでいる（もちろんこれも手の込んだ冗談である）。
ドイツのシュテフェン・ヴォアスは『ジェットハナアルキ Aurivolans propulsator PILOTOVA （哺乳綱，鼻行目）における飛行の原理について』という論文を書き、その中でジェットハナアルキというあたらしい鼻行類について解説している。この論文の和訳は日本語版『鼻行類』の思索社版と博品社版には補遺として掲載されていた。
荒俣宏は『世界大博物図鑑』において、「フランスでは鼻行類という分類は認められていない。これは、大統領シャルル・ド・ゴール（在任期間：1958- 1969年）が、巨大な鼻を持つ自分への当てこすりであるとして、パリ植物園への鼻行類の標本搬入を拒否したためである」と記述している。これも分類のくだりは冗談であると思われるが、パリ植物園への標本搬入拒否についての真偽は定かでない。

## 架空の生物としての鼻行類
鼻行類（びこうるい、架空の学名：Rhinogradentia、別名：ハナアルキ［鼻歩き］）は、同名の書籍に掲載された、想像上の生物である小獣の一群。鼻行目 (Rhinogradentia) に分類される哺乳類の一分類群（タクソン）であり、1957年までは南太平洋のハイアイアイ群島に生息していたという設定である。

### 概要

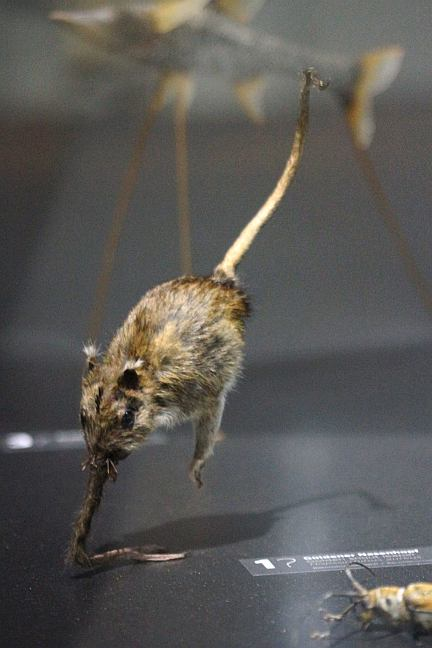
トビハナアルキ（Hopsorrhinus aureus ）の再現（ヴィースバーデン自然史博物館）

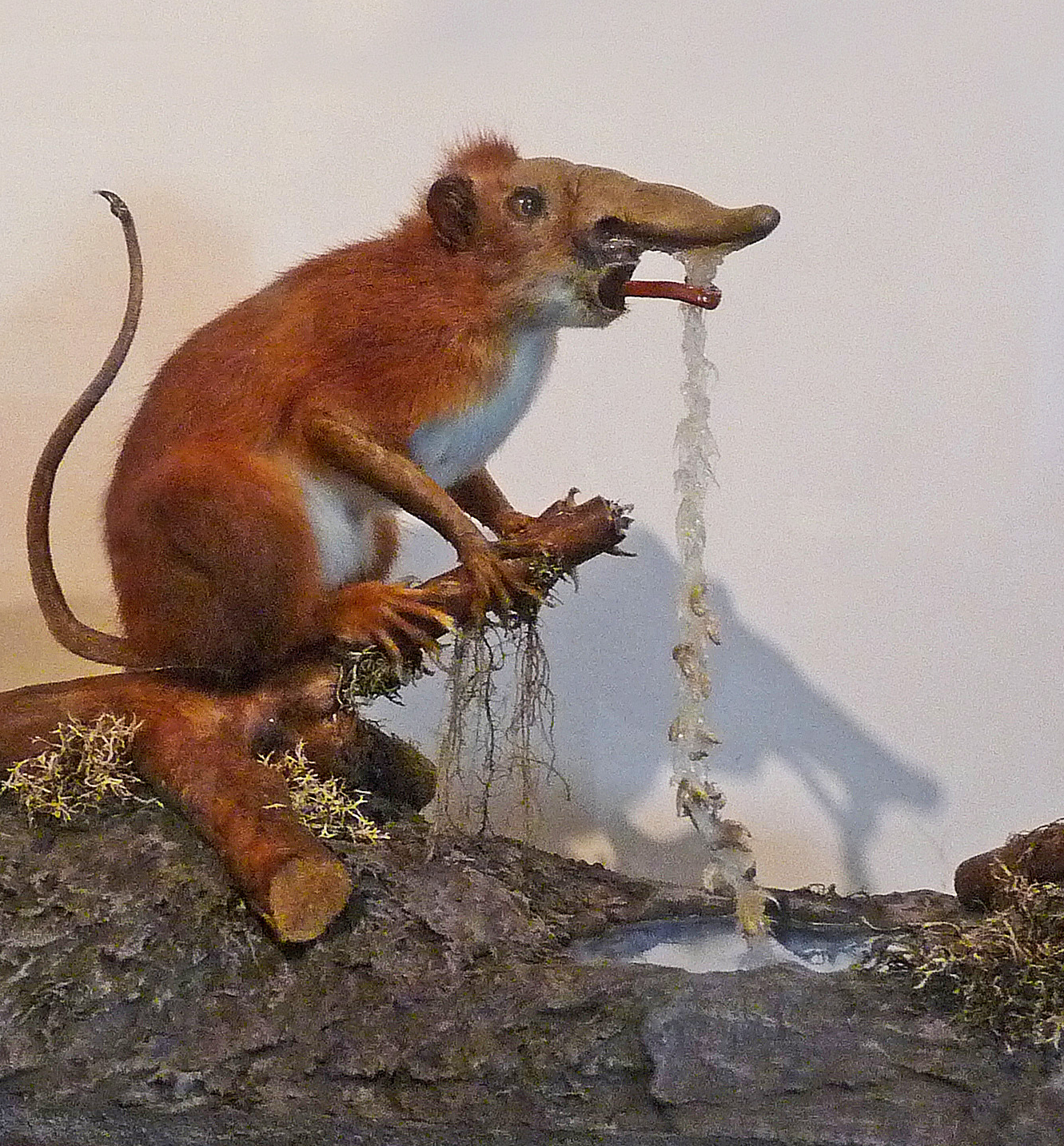
鼻汁を垂らして水生動物を捕獲するハナススリハナアルキの偽剥製（ストラスブール動物学博物館）

南太平洋に存在するハイアイアイ群島に生息していた動物。鼻を歩行や捕食等に使用する。滑りやすいハイアイアイ群島で、滑って転ぶのを防ぐために鼻で体を支えたのが、この特異な進化の発端ではないかとされる。また、ゴキブリなどの昆虫を捕食するために、地面に顔をこすりつけていたことにより、このような進化を遂げたという説もある。なお、鼻が歩行器として発達したのと対照的に、多くの群で四肢の退化が見られ、一部では後肢あるいは四肢すべてを完全に失った例もある。
ナゾベームのように頭を下にして鼻で歩く姿が有名であるが、多様な進化を遂げた鼻行類の鼻は、歩行に用いるだけでなく捕食などにも使用されている。例えば、ハナススリハナアルキ (Emunctator sorbens) は粘着力のある鼻汁をたらすことで魚を釣り上げることで知られている。
全14科189種からなるこの生物群は、1942年にスウェーデン人探検家エイナール・ペテルスン=シェムトクヴィスト (Einar Pettersson-Skämtkvist) によって発見された。ドイツ人博物学者ハラルト・シュテュンプケ（Harald Stümpke、cf. ドイツ人動物学者ゲロルフ・シュタイナー［Gerolf Steiner］）の著書『鼻行類』に詳しい。
1957年の核実験によって引き起こされた地殻変動によりハイアイアイ群島は海没・消滅し、この時、鼻行類も絶滅したとされる。

### おもな鼻行類

#### 単鼻類
原鼻類
もっとも原始的な鼻行類と考えられるムカシハナアルキ類の化石は、中生代白亜紀後期もしくは新生代第三紀のものとされる地層から産出されている。その姿はほぼ食虫類と同じで、鼻が特に発達しているが、摂食時のみ鼻で体を固定し、移動には四肢を用いる。
- ムカシハナアルキ属 genus Archirrhinos - 原始的な形態を留めるムカシハナアルキ科 (familia Archirrhidae) に属する。ヘッケルムカシハナアルキ (A. haeckelii ) は、原鼻類で唯一の現生種（1種）として知られている（鼻行類発見当時）。

鼻歩類
鼻腔内粘膜で地表に張り付き、あるいはそれで移動する。ハナススリハナアルキは例外的に原始形態をとどめるが、近縁なものと考えられている。
- ナメクジハナアルキ属 genus Rhinolimacius - 粘液を分泌する鼻でカタツムリのように移動する。
- ハナススリハナアルキ属 genus Emunctator - ツツハナアルキ科 (Rhinocolumnidae) 。鼻汁を垂らして水生動物を捕獲する。
- ミツオハナアルキ属 genus Dulcicauda - 鼻で固着生活を送り、尾から分泌される甘い蜜液で昆虫をおびき寄せて捕食する。キンカイショクミツオハナアルキ（D. griseaurella）など。

管鼻類
鼻が長く伸び、先端が開いている。水中生活で鼻を水面に伸ばして呼吸する。
- ラッパハナアルキ属 genus Rhinostentor - 漏斗状の鼻で水面からぶら下がって生活する。ミジンコラッパ ハナアルキ (R. submersus) など。

地鼻類
鼻は棒状で、内部に空洞を持つ。
- モグラハナアルキ属 - 強靭な鼻でトンネルを掘り、地中生活を送る。
- ハラワタハナアルキ属 - 肺が消失し、腸がまっすぐな管となるなど、著しい退化を見せる。鼻の付け根から分裂して増殖すると考えられている。
- コビトハナアルキ - さらに退化し、脊索・肛門・血管系が完全に消失している。体長2mm。この動物の発見により、プラナリアなど三岐腸類は鼻行類を祖先とするという説が生まれた。

跳鼻類
鼻ははっきりした柄を持ち、足のようになる（鼻脚）。内部の軟骨が強く発達し、途中に関節がある。その先端は広がり、地表にこれをつける。
- トビハナアルキ属 genus Hopsorrhinus - 骨格と筋肉の発達した鼻脚で跳躍して移動する。トビハナアルキ (H. aureus ) など。
- ダンボハナアルキ属 genus Otopteryx - トビハナアルキ科 (familia Hopsorrhinidae) に属す。巨大な耳を使って飛翔する。

#### 多鼻類
四鼻類
鼻は4つ、それを足のように使って歩行する。
- ナゾベーム属 genus Nasobema - ナゾベーム科(familia Nasobemidae) に属する代表的なハナアルキ。4本の鼻で移動する。比較的知られている種にモルゲンシュテルンオオナゾベーム (N. lyicum) がある。
- オニハナアルキ属 - ナゾベーム属を捕食する。

六鼻類
鼻は6つ。多くはあまり移動せず、鼻を伸ばして昆虫などを捕食する。
- イカモドキ属 - 穴の中から6本の鼻を伸ばして昆虫を捕食する。
- ハナモドキ属 - 長大な尾で直立し、花に擬態した鼻で昆虫を捕食する。
- マンモスハナアルキ Mamontops ursulus - 最大1.3mに達する大型種。4本の鼻で歩き、2本の鼻で植物を引き抜いて食べる。

長吻類
鼻は多数、頭部先端の突出部に左右に対をなす。
- ナキハナムカデ - 19対の鼻を持ち、そのうち18対の鼻で音楽を演奏する。